# Murdochella superlata
Murdochella superlata es una especie de molusco gasterópodo de la familia Epitoniidae.

## Distribución geográfica
Se encuentra  en la Isla Norte de Nueva Zelanda.